# Sansepolcro
Sansepolcro (historisch auch Borgo San Sepolcro, Borgo del Santo Sepolcro oder Borgo Santo Sepolcro) ist eine Stadt mit 15.120 Einwohnern (Stand 31. Dezember 2023) in der Provinz Arezzo in der Region Toskana in Italien.

## Geografie

Lage von Sansepolcro in der Provinz Arezzo

Die Gemeinde erstreckt sich über rund 91 km². Sie liegt etwa 25 Kilometer nordöstlich von Arezzo und 80 Kilometer südöstlich von Florenz am Tiber.
Zu den Ortsteilen zählen Aboca, Basilica, Cignano, Giardino, Gragnano, Gricignano, Melello, Montagna, Santa Fiora und Trebbio.
Die Nachbargemeinden sind Anghiari, Badia Tedalda, Borgo Pace (PU), Citerna (PG), Città di Castello (PG), Pieve Santo Stefano und San Giustino (PG).

## Geschichte

### Ortsgründung bis Einnahme durch Florenz
Der Ort ist im 10. Jahrhundert entstanden, der Legende nach durch die Pilger Arcano und Egidio auf dem Rückweg aus dem Heiligen Land, die dort ein Kloster gründeten. Das Kloster, dem Heiligen Grab und den vier Evangelisten gewidmet, wurde erstmals 1012 erwähnt und befindet sich im Außenbezirk Noceati. Die ersten Quellen sprechen von Benediktinern, danach gehörte das Kloster spätestens seit 1137 den Kamaldulensern. Im 14. Jahrhundert entstand das heutige Stadtzentrum in der Nähe des Klosters. Die Gemeindeverwaltung wurde dokumentiert im Jahre 1163 von Kaiser Friedrich I., danach werden der Podestà (1203) und der Capitano del popolo (in etwa Bürgermeister, Ortsvorsteher) (1251) in den Quellen genannt. Im Jahre 1301 fiel der Ort unter die Kontrolle des Uguccione della Faggiola, 20 Jahre später an Guido Tarlati. Von 1335 bis 1351 stand Sansepolcro unter der Herrschaft Perugias, dann bis 1358 unter der Herrschaft der Visconti aus Mailand. Im folgenden Jahrzehnt unterwarf die Gemeinde sich Città di Castello und wurde wiederum 1370 von den Malatesta aus Rimini unterworfen, was zur Glanzzeit des Ortes führte. In der Schlacht von Anghiari am 29. Juni 1440 kämpften 2000 Einwohner im Heer von Piccinino mit der Republik Venedig gegen die Koalition aus Florenz und Kirchenstaat. Nach der Niederlage von Piccinino wurde Sansepolcro für 25.000 Dukaten von Papst Eugen IV. an Florenz verkauft.

### Medici-Herrschaft bis Zweiter Weltkrieg
1520 wurden das Kloster und sein Territorium von Papst Leo X. zum Bistum erhoben, die Klosterkirche zur Kathedrale. Die damals verliehenen Stadtrechte sind bis heute gültig. Danach spielte der Ort eine wichtige Rolle in den Planungen der Medici, die Sansepolcro mit einer neuen Stadtmauer ausstatteten. Die letzten Änderungen wurden im 16. Jahrhundert von Giuliano da Sangallo ausgefertigt. Im weiteren Verlauf nannte sich der Ort Biturgia, dokumentiert von Claudius Ptolemäus in seiner Geografia, aufgrund derer sich das heutige Demonym Biturgensi bezieht. Cosimo I. de’ Medici verstärkte dann die Grenzen seiner Republik, um sich auf den herannahenden Krieg mit der Republik Siena vorzubereiten. Um die Kosten einer weiteren Stadtmauererweiterung einzusparen, ließ er 1555 die kleineren Stadtteile außerhalb der Mauern niederreißen. 1638 wurde die Jesuitenschule eröffnet, 1727 die Accademia dei Risorti. Im 17. und 18. Jahrhundert durchlebte der Ort eine Wirtschaftskrise, die sich auch demografisch auswirkte. Im Oktober 1750 wurde der Stadt der Titel città nobile durch das Herzogtum Toskana zuerkannt. Schwere Schäden hinterließen die Erdbeben von 1781 und 1789, infolge derer viele der mittelalterlichen Türme verkleinert werden mussten. Wirtschaftlicher Aufschwung kam durch Kanalbauarbeiten an den Flüssen in den frühen zwanziger Jahren des 19. Jahrhunderts und durch die Gründung der Firma Buitoni 1828, kultureller Aufschwung durch die Gründung der Philharmonie Filarmonica dei Perseveranti (1828), der Accademia della Valle Tiberina Toscana (1830) und der Malerschule Scuola di Disegno (1837). 1886 wurde der Ort an das Eisenbahnnetz Arezzo-Sansepolcro-Città di Castello-Gubbio-Fossato di Vico angeschlossen. Im Zweiten Weltkrieg lag der Ort an der Gotenstellung und wurde in schwere Kampfhandlung involviert, in deren Folge der Stadtturm  Torre di Berta von den Deutschen mutwillig zerstört wurde. Der britische Artillerieoffizier Anthony Clark habe den Beschuss der Stadt verzögert, als ihm klar wurde, dass er den Namen Sansepolcro aus einem Reisebericht von Aldous Huxley kannte, welcher darin vom „schönsten Bild der Welt“ geschrieben hatte. Als die Geschichte bekannt wurde, wurde Clark zum Ehrenbürger der Stadt ernannt.

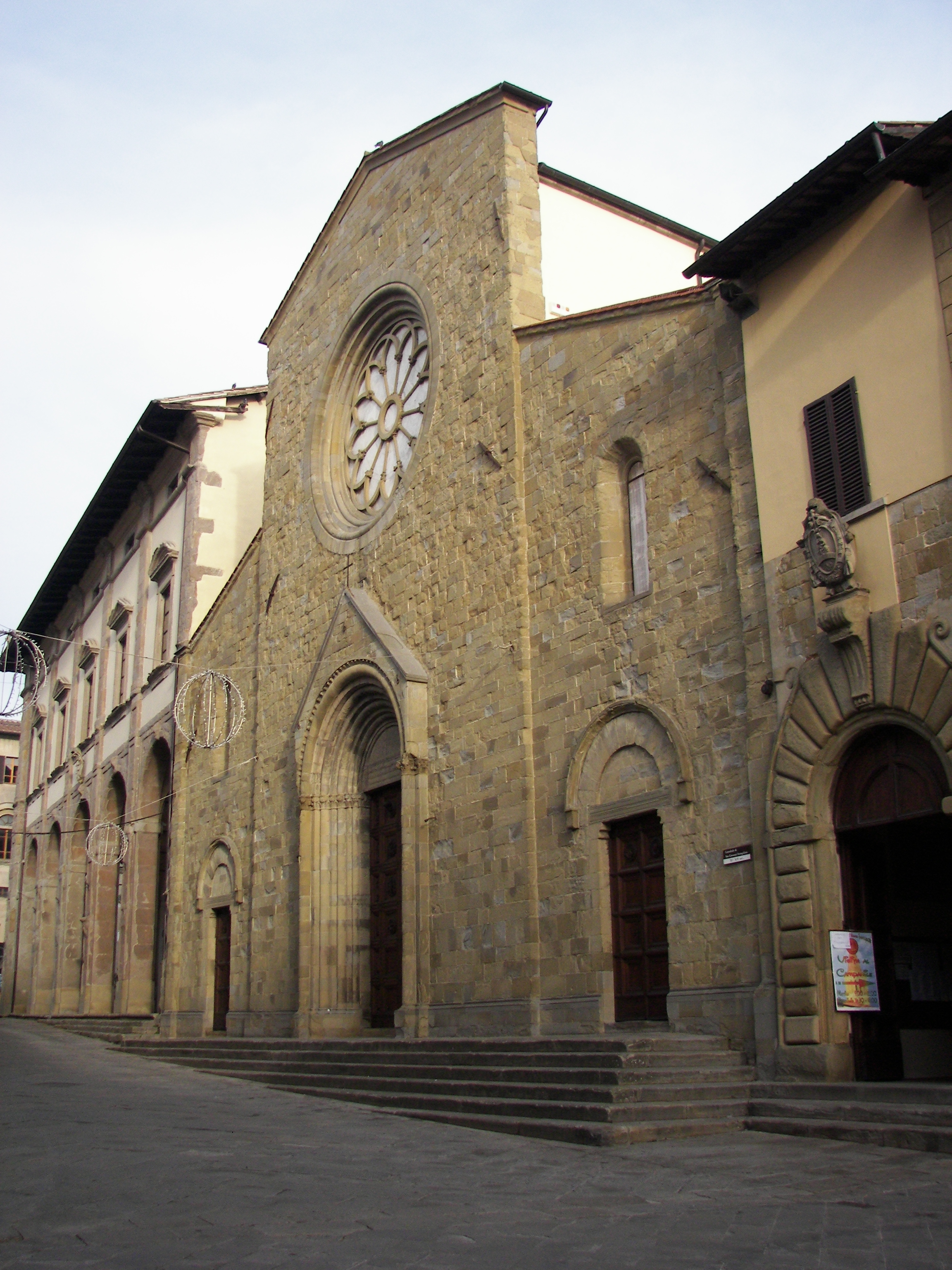
Der Dom

## Sehenswürdigkeiten

### Kirchen
- Duomo di Sansepolcro, (Dom), auch Cattedrale di San Giovanni Evangelista, erbaut 1012
- Chiesa di San Lorenzo, mit Werken von Rosso Fiorentino, erbaut 1556
- Chiesa di San Rocco, mit einer Nachbildung des heiligen Grabes, erbaut 1554
- Abtei San Bartolomeo a Succastelli

### Weitere Sehenswürdigkeiten

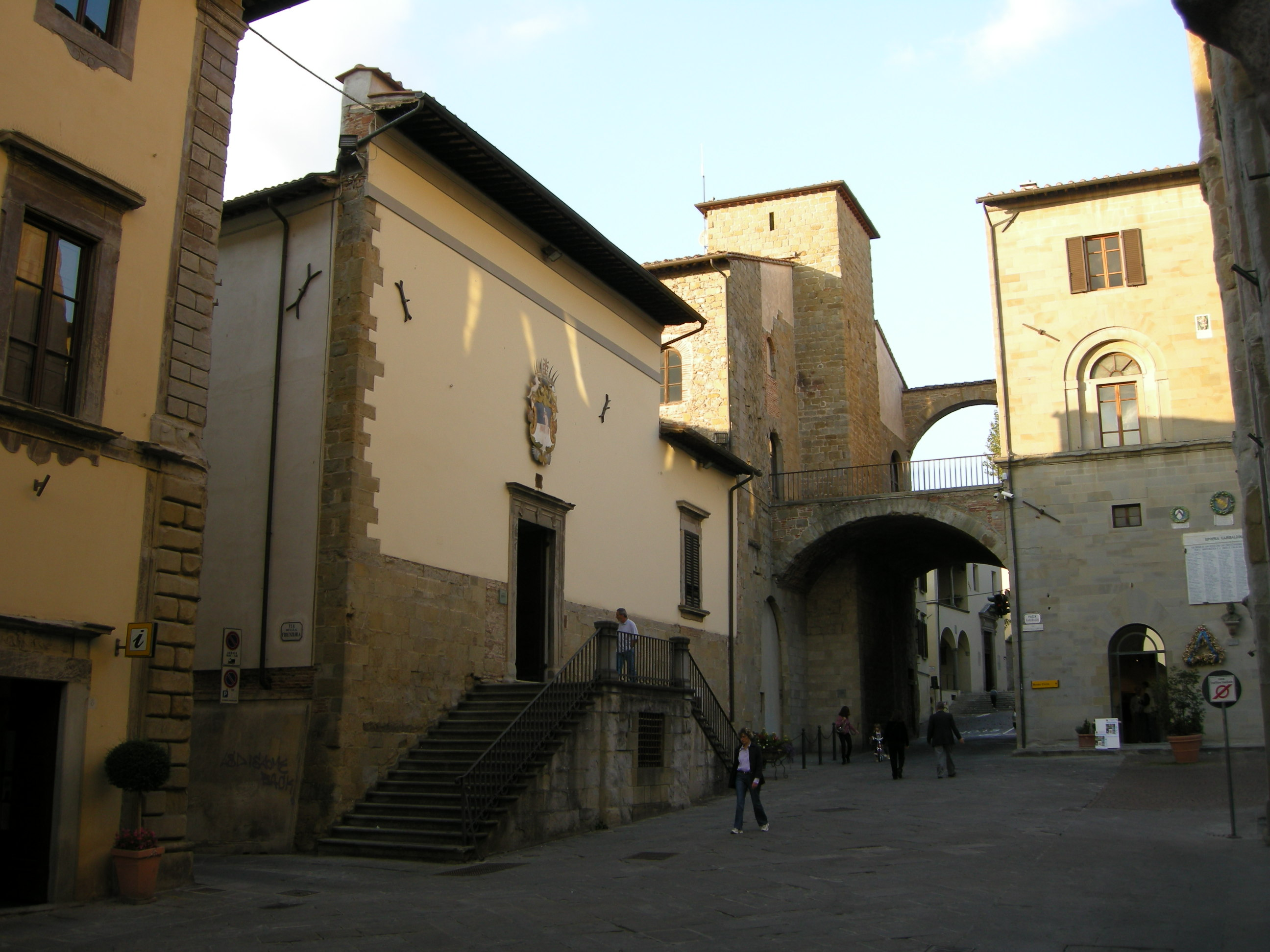
Museo Civico der Stadt Sansepolcro

- Museo Civico di Sansepolcro (Städtisches Museum), mit Werken von Piero della Francesca und Andrea Pozzo
- Museo della Resistenza (Widerstandsmuseum), gegründet 1975, Ausstellungen zum Widerstand gegen den Nationalsozialismus
- Aboca-Museum, ein Kräutermuseum
- Teatro Dante (Dante-Theater)

## Sport
- Sansepolcro war Etappenziel beim Giro d’Italia 1992.
- Der lokale Fußballverein Associazione Sportiva Dilettantistica Sansepolcro Calcio spielt zurzeit in der Serie D.

## Gemeindepartnerschaften
- Neuchâtel, Schweiz, seit 1997
- Neuves-Maisons, Frankreich, seit 1997
- Sinj, Kroatien

## Söhne und Töchter der Gemeinde
- Dionysius von Borgo San Sepolcro (um 1300–1342), Augustiner, Frühhumanist, Bischof
- Piero della Francesca (um 1420–1492), Maler und Mathematiker
- Matteo di Giovanni, genannt Matteo da Siena (um 1435–1495), Maler
- Luca Pacioli (um 1445–1517), Franziskaner und Mathematiker
- Raffaellino del Colle (1490–1566), Maler
- Giovanni de Vecchi (1536–1615), Maler
- Antonio Maria Graziani (1537–1611), Bischof, Historiker und Humanist
- Giovanni Alberti (1558–1601) und andere Mitglieder der Maler-Familie Alberti
- Roberto Finzi (1941–2020), Historiker und Professor für Wirtschaftsgeschichte an den Universitäten in Triest und Bologna
- Marco Salvi (* 1954), katholischer Geistlicher, Bischof von Civita Castellana
- Andrea Piccini (* 1978), Rennfahrer